# Berkeley Heights
Berkeley Heights – miejscowość  w hrabstwie Union w stanie New Jersey w USA. Według danych z 2010 roku Berkeley Heights zamieszkiwało ponad 13 tys. osób.
Jest to cicha miejscowość, głównie z budynkami mieszkalnymi. Znajduje się tutaj stacja kolejowa, utrzymująca połączenie z Nowym Jorkiem.

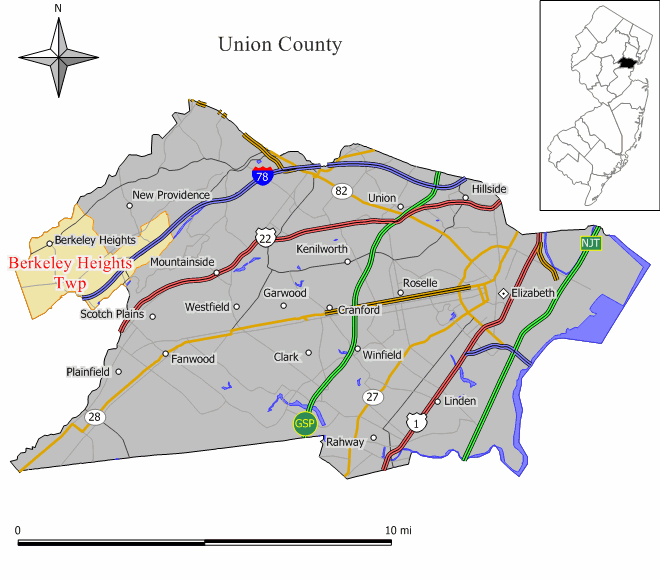
Położenie Berkeley Heights w obrębie hrabstwa Union